# Syed Akmal
Syed Akmal (* 28. April 2000 in Singapur), mit vollständigen Namen Syed Muhamad Akmal bin Syed Abdul Aziz, ist ein singapurischer Fußballspieler.

## Karriere

### Verein
Syed Akmal erlernte das Fußballspielen in der National Football Academy in Singapur. Seinen ersten Vertrag unterschrieb er 2019 bei den Young Lions. Die Young Lions sind eine U23-Mannschaft, die 2002 gegründet wurde. In der Elf spielen U23-Nationalspieler und auch Perspektivspieler. Ihnen soll die Möglichkeit gegeben werden, Spielpraxis in der ersten Liga, der Singapore Premier League, zu sammeln. Bis zu seiner Einberufung zum Militärdienst am 1. Juli 2021 bestritt er 34 Erstligaspiele. Die Saison 2022 wurde er an seinen ehemaligen Verein Young Lions ausgeliehen. Für die Young Lions stand er 21-mal in der Liga auf dem Spielfeld. Nach der Ausleihe kehrte er zum Militärdienst zurück. Nach Ende seiner Dienstzeit unterschrieb er im Juni 2023 einen Vertrag beim Erstligisten Tanjong Pagar United.

### Nationalmannschaft
Seit 2022 spielt Akmal für die singapurische U23-Nationalmannschaft.